# Mitsubishi Proudia

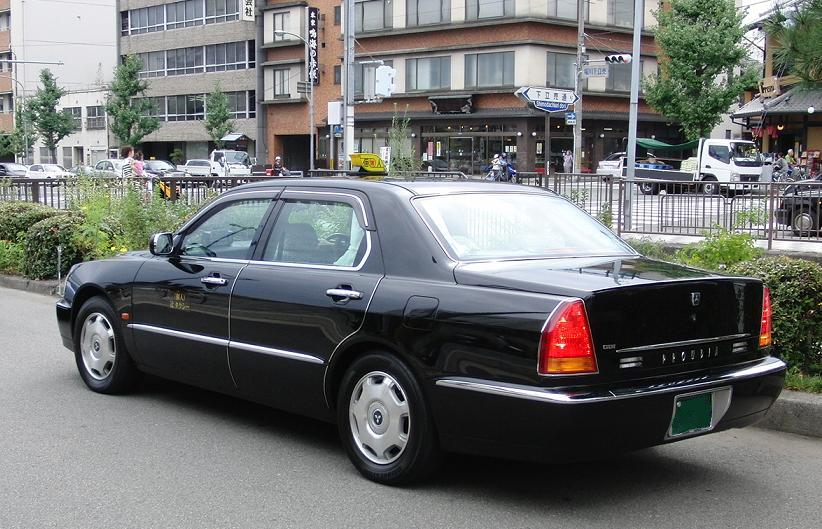
Proudia in Japan (eerste generatie)

De Proudia is een automodel van het Japanse Mitsubishi Motors. De eerste generatie werd gevoerd van 1999 tot 2001. De tweede generatie werd geïntroduceerd in 2012 en is gebaseerd op de Infiniti Q70/Nissan Fuga.
De Proudia opereert in de topklasse. Mitsubishi levert van de Proudia ook een licht verlengde versie: de Mitsubishi Dignity.